# متروی تاین و ور
متروی تاین و ور (انگلیسی: Tyne and Wear Metro) سیستم قطار شهری و قطار سبک شهری در ناحیه شمال شرقی انگلستان است.
این قطار شهری که در سال ۱۹۸۰ تأسیس شده دارای ۲ خط، ۶۰ ایستگاه و ۷۴٫۵ کیلومتر طول می‌باشد، همچنین محدوده فعالیت این قطار شهری در نیوکاسل، گیتس‌هد و ساندرلند است.

Geographically accurate map of the Metro system

## نگارخانه

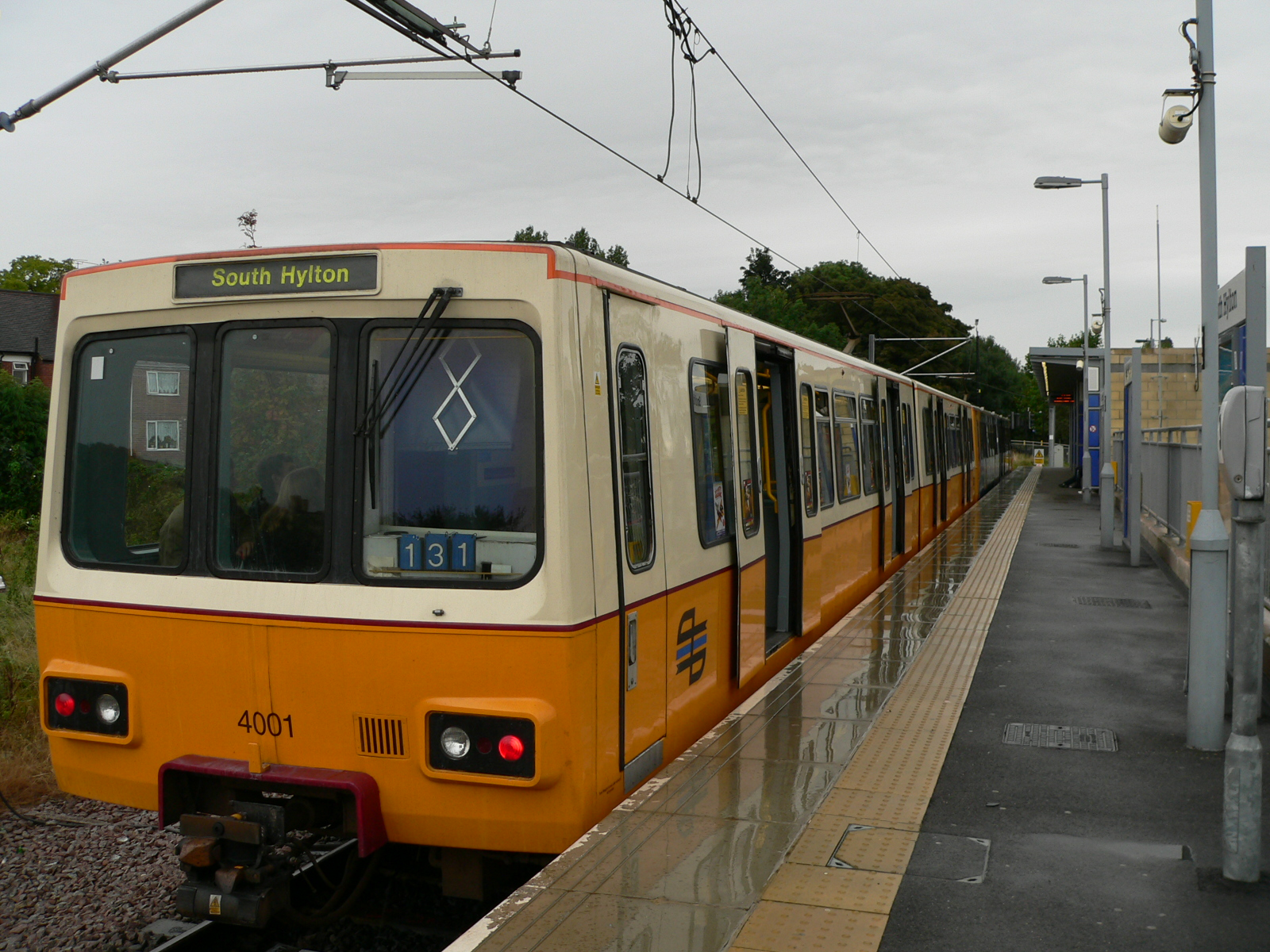
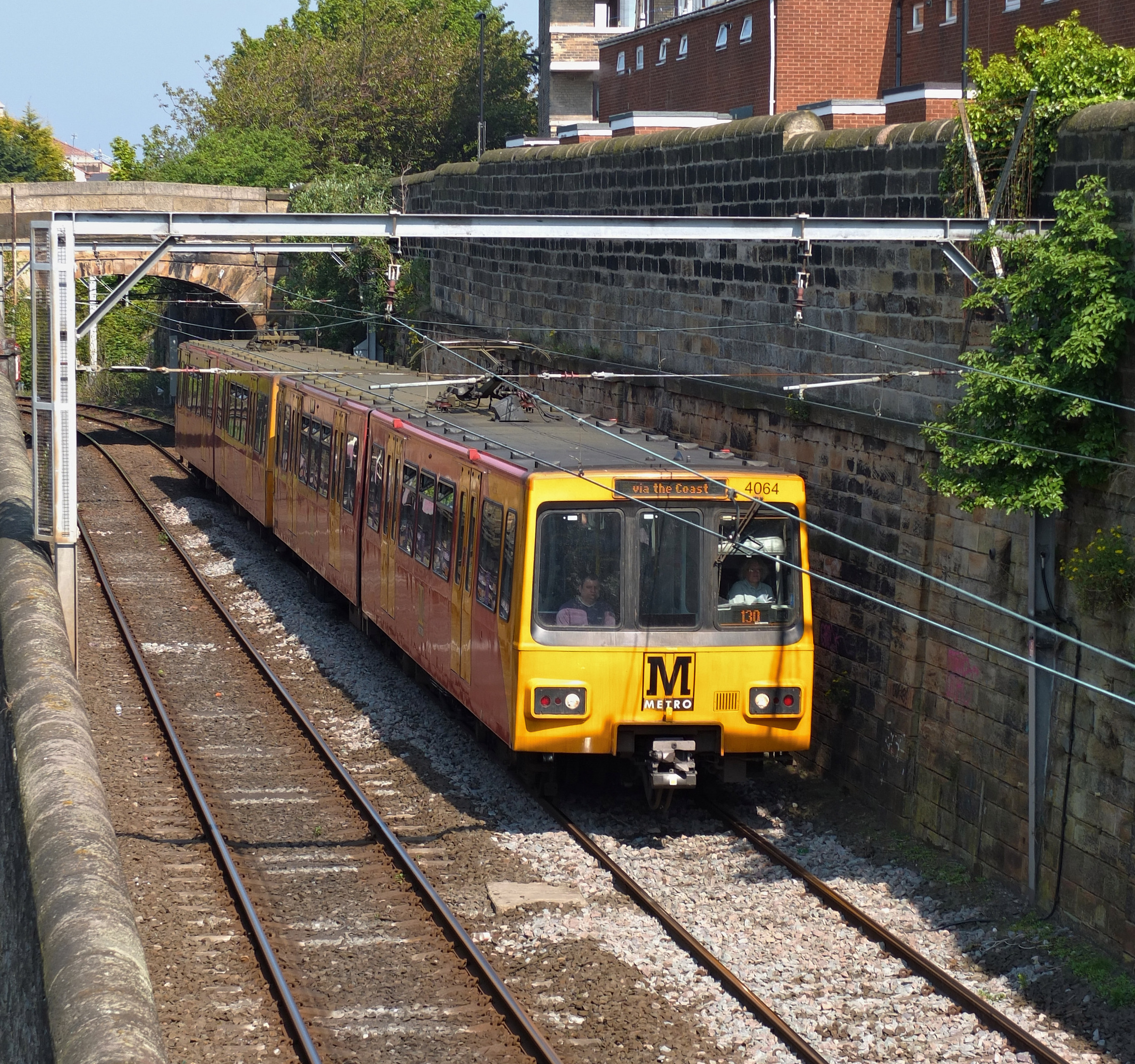
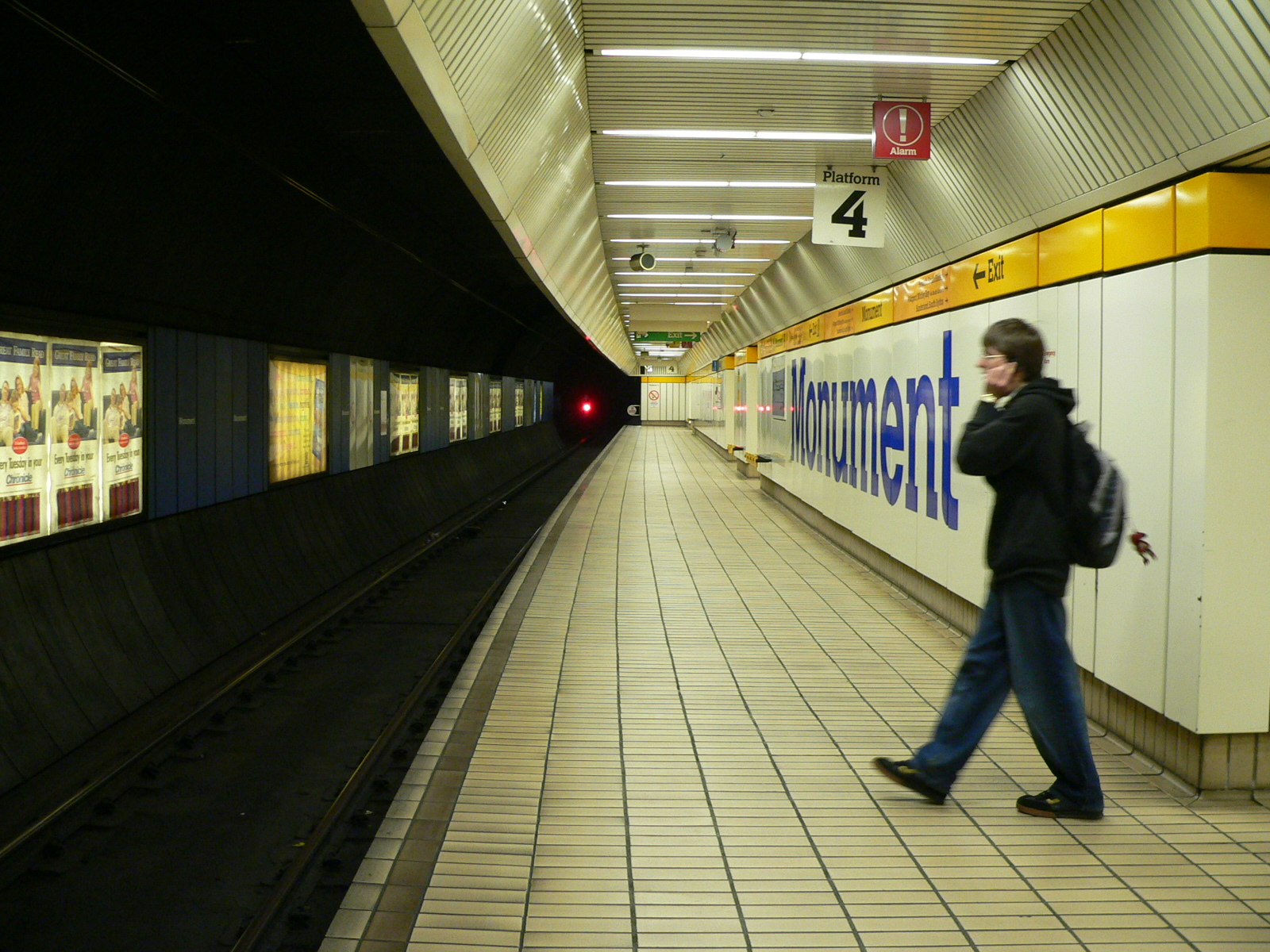
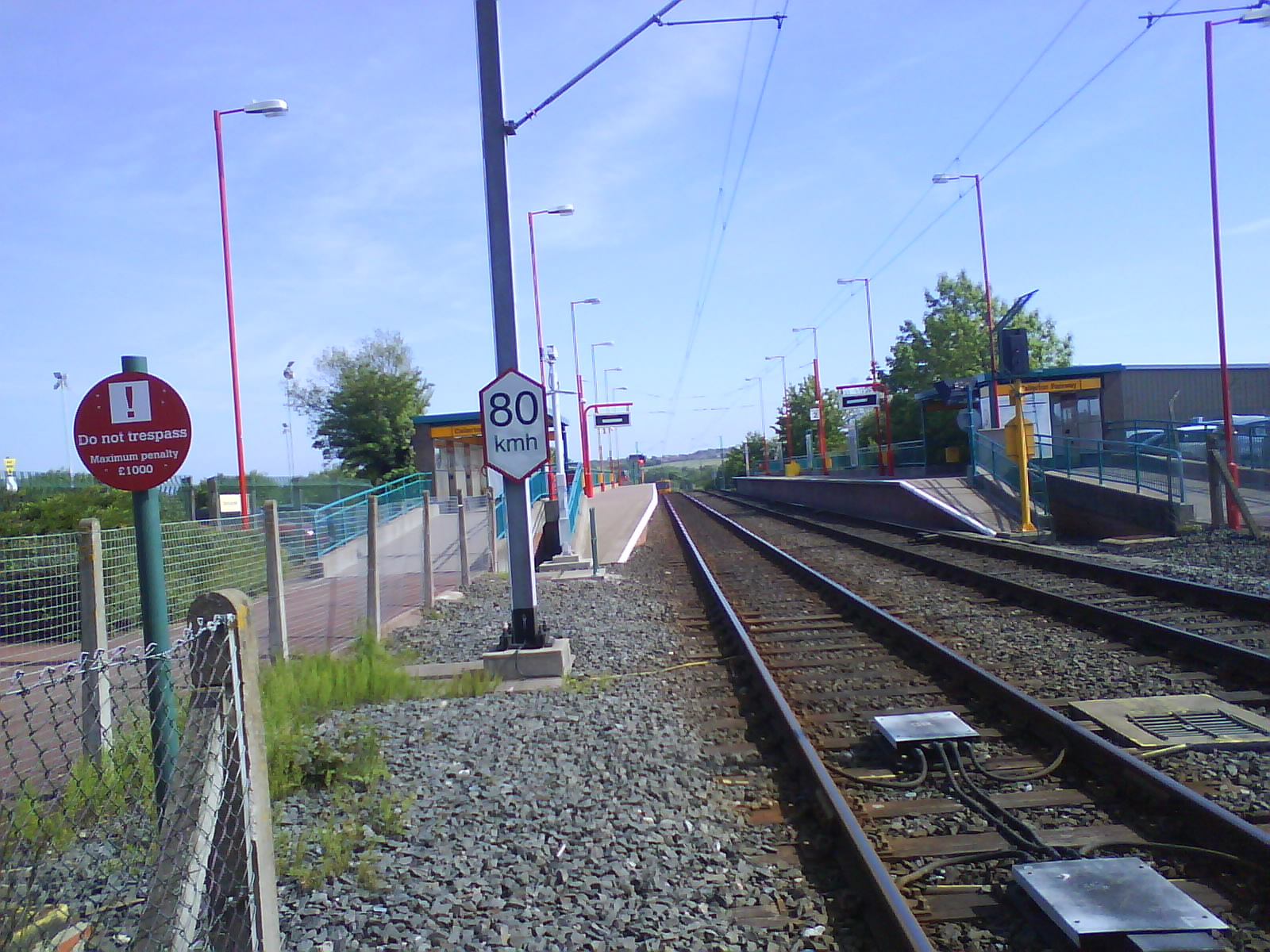
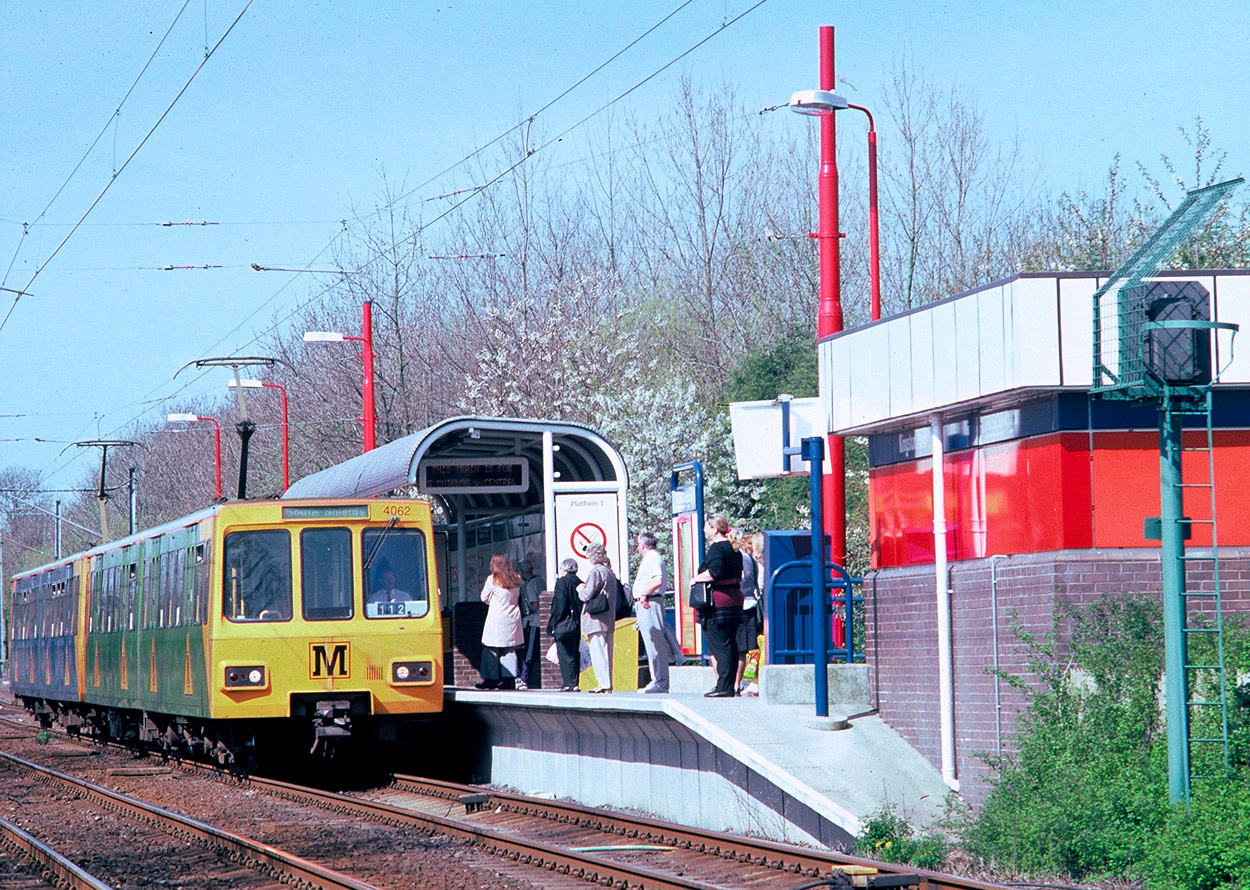